# Alex Deibold
Alex Deibold (n. 8 mai 1986, Branford⁠(d), Connecticut, SUA) este un sportiv ce a reprezentat Statele Unite ale Americii, medaliat olimpic. A participat la o ediție a Jocurilor Olimpice (2014) în care a câștigat o medalie de bronz.

## Participări
Lista de mai jos prezintă principalele competiții la care a participat Alex Deibold de-a lungul carierei.
- snowboarding at the 2014 Winter Olympics – men's snowboard cross[*]